# Johann Georg Schleenstein
Johann Georg Schleenstein (geboren 1650 in Erfurt; gestorben 29. März 1729) war ein deutscher Oberst, Erfinder, Festungsarchitekt und Kartograph.
In den Jahren 1705 bis 1710 fertigte er die Landesaufnahme der Landgrafschaft Hessen-Kassel (Schleensteinsche Landesaufnahme).
Sein Sohn war der Artillerie-Kapitän Johann Philipp Schleenstein in Hessen-Kassel.